# Sant Martí d'Aravó

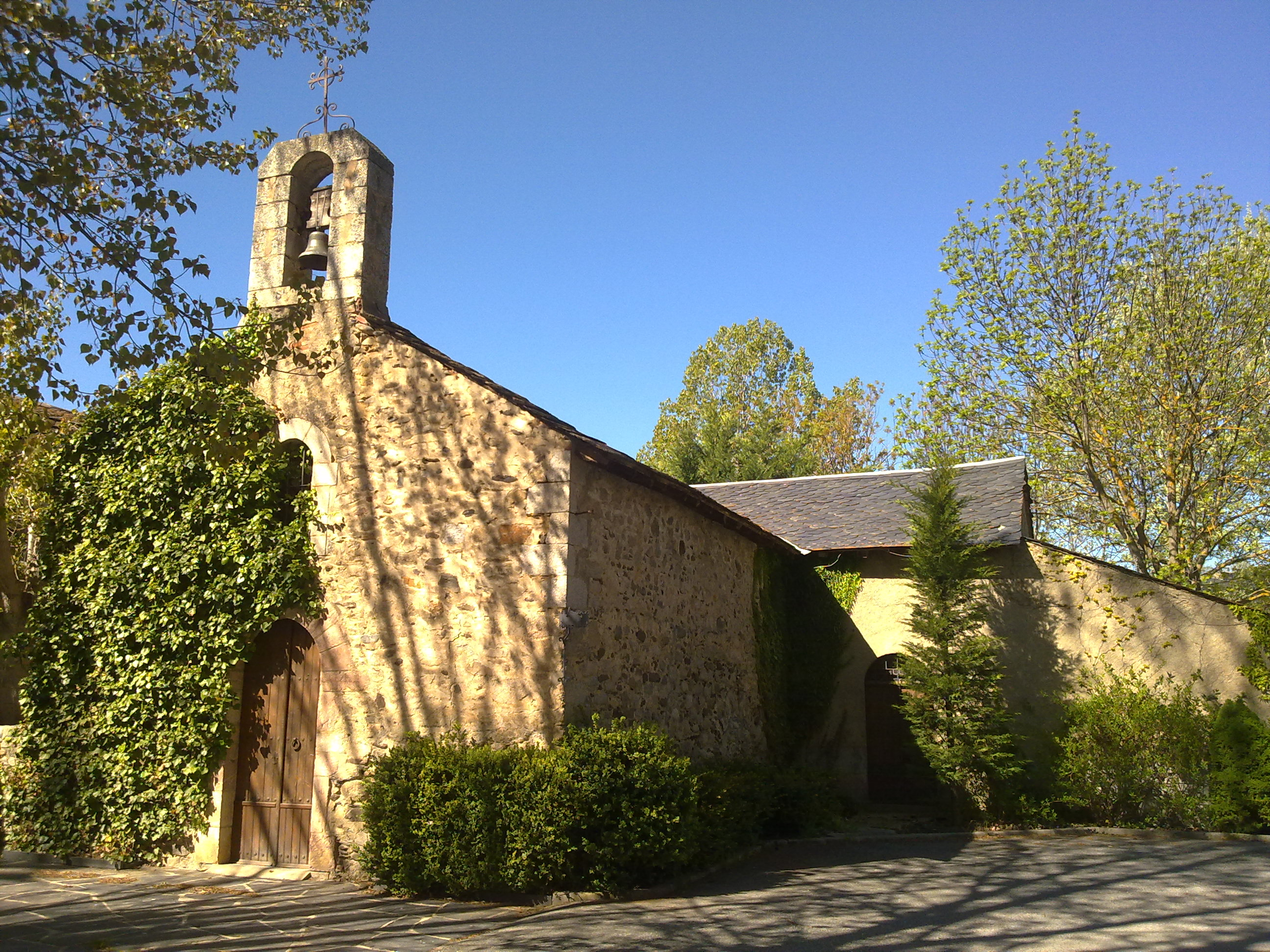
Kaplica w Sant Martí d'Aravó

Sant Martí d'Aravó – miejscowość w Hiszpanii, w Katalonii, w prowincji Girona, w comarce Baixa Cerdanya, w gminie Guils de Cerdanya.
Według danych INE z 2010 roku miejscowość zamieszkiwały 122 osoby.